# Zeta Sculptoris
Zeta Sculptoris (ζ Scl) es una estrella situada en la constelación de Sculptor.
Se localiza muy cerca del coluro equinoccial, meridiano de la esfera celeste que pasa por los polos celestes y por los equinoccios.
Es, con magnitud aparente +5,02, la sexta estrella más brillante en la constelación.
Aunque en las bases de datos Zeta Sculptoris figura catalogada como gigante azul de tipo espectral B4III, sus parámetros físicos corresponden a los de una estrella todavía en la secuencia principal.
Tiene una temperatura superficial de 15.300 K y es 710 veces más luminosa que el Sol.
Su diámetro es 3,8 veces más grande que el diámetro solar y gira sobre sí misma con una baja velocidad de rotación proyectada de 11 km/s —aunque otros estudios elevan este valor hasta los 47 km/s—, lo que implica que probablemente su eje apunta hacia nosotros, siendo 17 días el límite superior de su período de rotación.
Su masa está comprendida entre 4,8 y 5,5 masas solares y tiene una edad aproximada de 40 millones de años.
Zeta Sculptoris es una binaria espectroscópica con un período orbital de 1740 días, aunque nada se sabe de la estrella acompañante.
Por otra parte, una compañera de magnitud 13 separada visualmente 3 segundos de arco de Zeta Sculptoris, no está físicamente ligada con ella.
Zeta Sculptoris se encuentra a 503 años luz del sistema solar.
En su misma dirección se puede observar el cúmulo abierto Blanco-1; aunque a veces se la ha considerado miembro del mismo, el cúmulo está un 70% más alejado de nosotros y su movimiento a través del cielo no coincide con el de Zeta Sculptoris.